# Cretteville
Cretteville település Franciaországban, Manche megyében. Lakosainak száma 204 fő (2018. január 1.). Cretteville Coigny, Houtteville, Vindefontaine, Beuzeville-la-Bastille és Les Moitiers-en-Bauptois községekkel határos.

## Népesség
A település népességének változása:
| Lakosok száma | 360  | 342  | 254  | 216  | 220  | 223  | 233  | 232  | 205  | 204  |
|               | 1962 | 1968 | 1982 | 1990 | 1999 | 2008 | 2011 | 2013 | 2017 | 2018 |